# 12e législature de la Saskatchewan
La 12e législature de la Saskatchewan est élue lors des élections générales de juin 1952. L'Assemblée siège du 12 février 1953 au 8 mai 1956. Le Co-operative Commonwealth Federation (CCF) est au pouvoir avec Tommy Douglas à titre de premier ministre.
Le rôle de chef de l'opposition officielle est assumé par Walter Tucker (en) du parti libéral jusqu'à ce qu'il démissionne pour se présenter en politique fédérale. Asmundur Loptson (en) devient alors chef libéral et chef de l'opposition officielle par intérim de 1953 à 1955 où le nouveau chef, Alexander Hamilton McDonald, le remplace.
Tom Johnston (en) sert comme président de l'Assemblée durant la législature.

## Membres du parlement
Les membres du parlement suivants sont élus à la suite de l'élection de 1952:
|  | Circonscription électorale | Membre                          | Parti   |
|  | -------------------------- | ------------------------------- | ------- |
|  | Arm River                  | Gustaf Herman Danielson         | Libéral |
|  | Athabasca                  | James Ripley                    | Libéral |
|  | Bengough                   | Allan Lister Samuel Brown       | CCF     |
|  | Biggar                     | Woodrow Stanley Lloyd           | CCF     |
|  | Cannington                 | Rosscoe Arnold McCarthy         | Libéral |
|  | Canora                     | Alex Gordon Kuziak              | CCF     |
|  | Cumberland                 | Bill Berezowsky                 | CCF     |
|  | Cut Knife                  | Isidore Charles Nollet          | CCF     |
|  | Elrose                     | Maurice John Willis             | CCF     |
|  | Gravelbourg                | Edward Hazen Walker             | CCF     |
|  | Hanley                     | Robert Alexander Walker         | CCF     |
|  | Humboldt                   | Joseph William Burton           | CCF     |
|  | Kelsey                     | John Hewgill Brockelbank        | CCF     |
|  | Kelvington                 | Peter Anton Howe                | CCF     |
|  | Kerrobert-Kindersley       | John Wellbelove                 | CCF     |
|  | Kinistino                  | Henry Begrand                   | CCF     |
|  | Last Mountain              | Russell Brown                   | CCF     |
|  | Lumsden                    | William Sancho Thair            | CCF     |
|  | Maple Creek                | Alexander C. Cameron            | Libéral |
|  | Meadow Lake                | Hugh Clifford Dunfield          | Libéral |
|  | Melfort-Tisdale            | Clarence George Willis          | CCF     |
|  | Melville                   | A. Percy Brown                  | CCF     |
|  | Milestone                  | Jacob Walter Erb                | CCF     |
|  | Moose Jaw City             | John Wesley Corman              | CCF     |
|  | Moose Jaw City             | Dempster Henry Ratcliffe Heming | CCF     |
|  | Moosomin                   | Alexander Hamilton McDonald     | Libéral |
|  | Morse                      | James William Gibson            | CCF     |
|  | Nipawin                    | Thomas Russell MacNutt          | Libéral |
|  | Notukeu-Willow Bunch       | Niles Leonard Buchanan          | CCF     |
|  | Pelly                      | Arnold Feusi                    | CCF     |
|  | Prince Albert              | Lachlan Fraser McIntosh         | CCF     |
|  | Qu'Appelle-Wolseley        | William Henry Wahl              | CCF     |
|  | Redberry                   | Dmytro Zipchen                  | CCF     |
|  | Regina City                | Charles Cromwell Williams       | CCF     |
|  | Regina City                | Clarence Melvin Fines           | CCF     |
|  | Regina City                | Marjorie Alexandra Cooper       | CCF     |
|  | Rosetown                   | John Taylor Douglas             | CCF     |
|  | Rosthern                   | Walter Adam Tucker              | Libéral |
|  | Saltcoats                  | Asmundur A. Loptson             | Libéral |
|  | Saskatoon City             | Arthur Thomas Stone             | CCF     |
|  | Saskatoon City             | John Henry Sturdy               | CCF     |
|  | Shaunavon                  | Thomas John Bentley             | CCF     |
|  | Shellbrook                 | Louis William Larsen            | CCF     |
|  | Souris-Estevan             | John Edward McCormack           | Libéral |
|  | Swift Current              | Harry Gibbs                     | CCF     |
|  | The Battlefords            | Eiling Kramer                   | CCF     |
|  | Touchwood                  | Tom Johnston                    | CCF     |
|  | Turtleford                 | Bob Wooff                       | CCF     |
|  | Wadena                     | Frederick Arthur Dewhurst       | CCF     |
|  | Watrous                    | James Andrew Darling            | CCF     |
|  | Weyburn                    | Thomas Clement Douglas          | CCF     |
|  | Wilkie                     | John Whitmore Horsman           | Libéral |
|  | Yorkton                    | Arthur Percy Swallow            | CCF     |

Notes:

## Représentation
| Parti                    | Parti                    | Membres |
|                          | CCF                      | 42      |
|                          | Libéral                  | 11      |
| Total                    | Total                    | 53      |
| Gouvernement majoritaire | Gouvernement majoritaire | 31      |

Notes: 

## Élections partielles
Des élections partielles peuvent être tenues pour remplacer un membre pour diverses raisons:
| Circonscription | Député élu        | Parti                     | Date de scrutin | Motif                                       |
| --------------- | ----------------- | ------------------------- | --------------- | ------------------------------------------- |
| Rosthern        | Samuel Henry Carr | Libéral                   | 28 octobre 1953 | WA Tucker se présente en politique fédérale |
| Souris-Estevan  | Robert Kohaly     | Progressiste-conservateur | 28 octobre 1953 | JE McCormack meurt le 14 mars 1953          |

Notes: